# Nicholas Nickleby (2002)
Nicholas Nickleby ist ein Filmdrama aus dem Jahr 2002 von Regisseur Douglas McGrath, der auch das Drehbuch schrieb. Die Handlung basiert auf dem Roman Nicholas Nickleby von Charles Dickens.

## Handlung
Die erste Hälfte des 19. Jahrhunderts: Als der Vater des 19-jährigen Nicholas Nickleby stirbt, lässt er seine Familie mittellos zurück. Nicholas, seine jüngere Schwester Kate und seine Mutter ziehen nach London. Dort sprechen sie bei Ralph Nickleby vor, dem wohlhabenden Bruder des Vaters. Der stellt sich als hartherzig heraus und gewährt nur widerwillig Hilfe. Kate und ihre Mutter sollen in einer Schneiderei arbeiten und Nicholas wird dazu gedrängt, eine offene Stelle als Hilfslehrer im Internat Dotheboys Hall in Yorkshire anzunehmen. Dort sieht das Ehepaar Squeers ihre Schüler nur als Einnahmequelle und Arbeitskraft. Die Kinder werden geschlagen und gequält, Geschenke der Eltern werden einbehalten. Die unverheiratete Tochter des Internatsleiters Wackford Squeers versucht sich an Nicholas heranzumachen, wird von ihm jedoch abgewiesen.
Nicholas freundet sich mit Smike an, einem körperlich behinderten, ehemaligen Schüler, der jetzt als Hausgehilfe für das Ehepaar Squeers arbeiten muss. Beide haben genug von den unmenschlichen Methoden im Internat und können gemeinsam aus dem Haus fliehen. Sie planen als Seeleute anzuheuern, doch auf ihrem Weg treffen sie auf Vincent Crummles, der ein Varieté leitet, und werden von ihm als Schauspieler für das Stück Romeo und Julia engagiert. Doch Nicholas will zu Kate und seiner Mutter und so sind beide nach der ersten Vorstellung wieder auf dem Weg nach London. Dort gerät Nicholas an einen Geschäftsfreund von Onkel Ralph, der – vom Onkel selbst eingefädelt – seiner Schwester Kate nachstellt. Nachdem er ihm droht, unterlässt er weitere Belästigungen der Schwester.
Auf der Suche nach Arbeit macht er die Bekanntschaft zweier reicher Brüder, die ihn als Sekretär anstellen und gut entlohnen. Nicholas trifft außerdem auf Madeline Bray, die er bereits einmal kurz als Bittstellerin im Haus seines Onkels sah. Es findet sich immer wieder Gelegenheit sich zu begegnen, dabei kommen sie sich näher und verlieben sich ineinander. Der Sekretär des Onkels, Newman Noggs, hilft Nicholas, Madeline und Smike heimlich und gibt wichtige Informationen. So können Nicholas und Noggs eine vom Onkel arrangierte Zwangsheirat Madelines – mit dem Geschäftsfreund des Onkels, der auch Kate nachgestellt hatte – verhindern. Zudem schaffen sie es, Smike aus Wackford Squeers Händen zu befreien, als dieser – wieder mithilfe des Onkels – den Jungen entführen ließ, um ihn zurück ins Internat zu bringen und für seine Flucht zu bestrafen. Die Lage für Onkel Ralph wird auch finanziell schlechter, da ihm Investoren wegen seines Verhaltens gegenüber seiner Verwandten den Rücken kehren und er sich zudem mit einer größeren Summe verspekuliert hat.
Sekretär Noggs liefert entscheidende Hinweise und einen Zeugen für einige dunkle Punkte in der Vergangenheit von Onkel Ralph: Er hat sich heimlich verheiratet und einen Sohn bekommen, der aufgrund seiner Vernachlässigung erkrankte und den er tot glaubte, der jedoch von einem ehemaligen Geschäftskollegen ins Internat des Ehepaar Squeers geschickt wurde, da man glaubte, die Luft auf dem Land würde ihm guttun. Smike stellt sich nun als sein Sohn heraus, der inzwischen im Haus von Nicholas an Tuberkulose gestorben ist. Onkel Ralph begeht daraufhin Selbstmord, indem er sich erhängt. Kate findet in dem Neffen von Nicholas’ Arbeitgebern einen passenden Ehemann und Nicholas heiratet seine Madeline. Die Hochzeit beider Paare findet gemeinsam statt, umgeben von ihren Freunden, die ihnen eine neue Familie wurden.

## Hintergrund
- Kinostart in den USA (mit eingeschränkter Veröffentlichung) war am 27. Dezember 2002, in Großbritannien am 27. Juni 2003 und in Deutschland am 8. Januar 2004.

- Der Film wurde an verschiedenen Orten in England gedreht. Die Produktionskosten wurden auf 10 Millionen US-Dollar geschätzt.[2]

## Kritiken
„Detailfreudige, ganz im Kolorit des 19. Jahrhunderts gehaltene Charles-Dickens-Verfilmung ohne zeitgenössische Mätzchen, dafür mit stimmungsvollen menschlichen Karikaturen, einem für Dickens typischen moralischen Überbau und hervorragenden Schauspielern.“

„[Der Film] kreist, wie Dickens’ Roman auch, im Kern weniger um das Schicksal der braven Geschwister, sondern um die Figur des bösen Onkels Ralph Nickleby. […] Christopher Plummer macht aus Ralph Nickleby die einzig interessante Gestalt des Films. Wie in dessen geldgierigem Blick plötzlich, zart und sofort wieder unterdrückt, Sympathie für seine Nichte Kate aufkeimt, die er kurz vorher an seinen Geschäftspartner verschachert hat, ist ein schauspielerisches Meisterstück – und tausendmal eindrucksvoller als das Ende in Tod und Verdammnis, das der buchgetreue McGrath natürlich nicht ausgelassen hat. Ralph Nickleby ist nicht der Teufel, höchstens ein ziemlich desillusionierter Realist, der in seinem Leben nicht viel Gutes erfahren hat. ‚Jede Familie braucht einen Helden‘, ist der Slogan, mit dem der Film beworben wird. Hier ist der Held der Bösewicht.“

„Mit dem strahlenden Erscheinungsbild des amerikanischen [sic!] Hauptdarstellers Charlie Hunman [sic!] müsen [sic!] im Filmpublikum irritierende Visionen von Sonne, Strand und Surfsport aufkommen, was, zusammen mit der mechanischen Gutartigkeit des Schauspielers, ein echtes Problem für die Verfilmung darstellt. Ein kalifornischer Prachtadoleszent als Licht in viktorianischer Düsternis! […] Der Regisseur hat weniger Dickens selbst als vielmehr das populäre Bild von Dickens verfilmt – er schlägt gewissermaßen historische Albumblätter auf. .. [Im Film] fehlen Momente echten Schocks und echter Verstörung ebenso wie wirkliche, überbordende Heiterkeit.“

„Das ist natürlich ein Märchen, und als solches setzt es der Film in postkartentaugliche Bilder. Elend wie Glanz werden üppig ausgestattet. Nur selten geht das übers Dekorative hinaus; gerade dann, wenn der Film anrühren möchte, wirkt er bloß rührselig. Und die ausschweifende Erzählweise, die ja durchaus dem Dickens’schen Original entsprechen mag, macht im Kino seltsam müde. Wie sich ohnehin ein Fernsehmehrteiler für diese dick aufgetragene Story angeboten hätte. Zur Weihnachtszeit, versteht sich. Denn zu allem Überfluss hat McGrath auch eine message, die aus allem Übel Frohsinn zieht. Ganz nach dem Motto: Wer keine Familie hat, bastelt sich eben selber eine. […] Die Welt ist hier einfach zu schön in Ordnung. […] So sind es in erster Linie die schauspielerischen Leistungen, die den Film halbwegs retten.“

## Auszeichnungen
Der Film wurde für die Verleihung der Golden Globe Awards 2003 in der Kategorie Bester Film – Komödie oder Musical nominiert. Das Schauspielerensemble erhielt den National Board of Review Award 2002. Jamie Bell und der Film als Bestes Drama wurden für einen Young Artist Award 2003 nominiert. Romola Garai wurde für den Europäischen Filmpreis 2003 in der Kategorie Publikumspreis nominiert.